# کوسی یوکی
کوسی یوکی (انگلیسی: Kousei Yuki؛ زادهٔ ۱۰ دسامبر ۱۹۹۴) بازیگر اهل ژاپن است. وی از سال ۲۰۱۲ میلادی تاکنون مشغول فعالیت بوده‌است.